# 청계역
청계역(淸溪驛)은 조선민주주의인민공화국 황해북도 서흥군에 있는 평부선의 철도역이다.